# Passage de la Visitation
Le passage de la Visitation est une voie du 7e arrondissement de Paris, en France.

## Situation et accès
Le passage de la Visitation est situé dans le 7e arrondissement de Paris. Il débute au 6, rue de Saint-Simon et se termine en impasse.
Le quartier est desservi par la ligne 12 à la station Rue du Bac.

## Origine du nom
Le passage doit son nom à l'ancien couvent des Dames de la Visitation Sainte-Marie fondé en 1660, rue Montorgueil, et établi passage Sainte-Marie, actuellement rue Paul-Louis-Courier, en 1673.

## Historique
Cette voie, qui est un reste du « passage Sainte-Marie », a été créée sur l'emplacement de l'ancien couvent des Dames de la Visitation Sainte-Marie.
Elle est classée dans la voirie parisienne par un arrêté du 14 mai 1935.

## Bâtiments remarquables et lieux de mémoire
- No 11 : domicile et atelier du peintre Bernard Boutet de Monvel[2].
- La femme d'affaires Philippine de Rothschild y a vécu[3].